# Pointe d'argent
 (août 2019).
Si vous disposez d'ouvrages ou d'articles de référence ou si vous connaissez des sites web de qualité traitant du thème abordé ici, merci de compléter l'article en donnant les références utiles à sa vérifiabilité et en les liant à la section « Notes et références ».

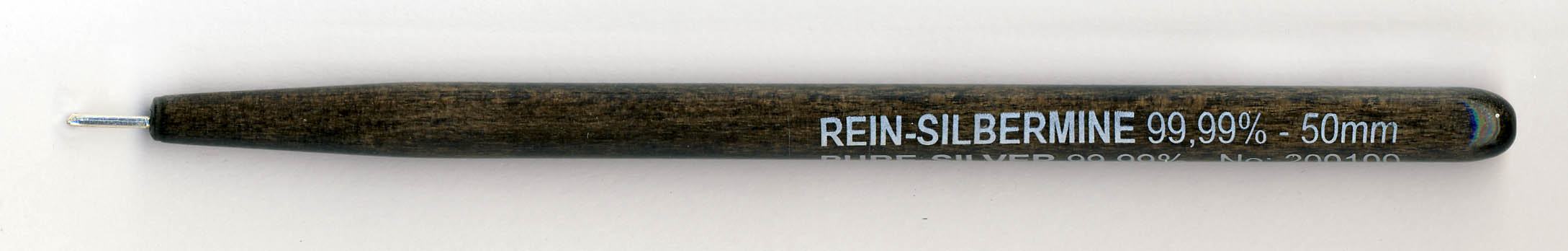
Une pointe d'argent.

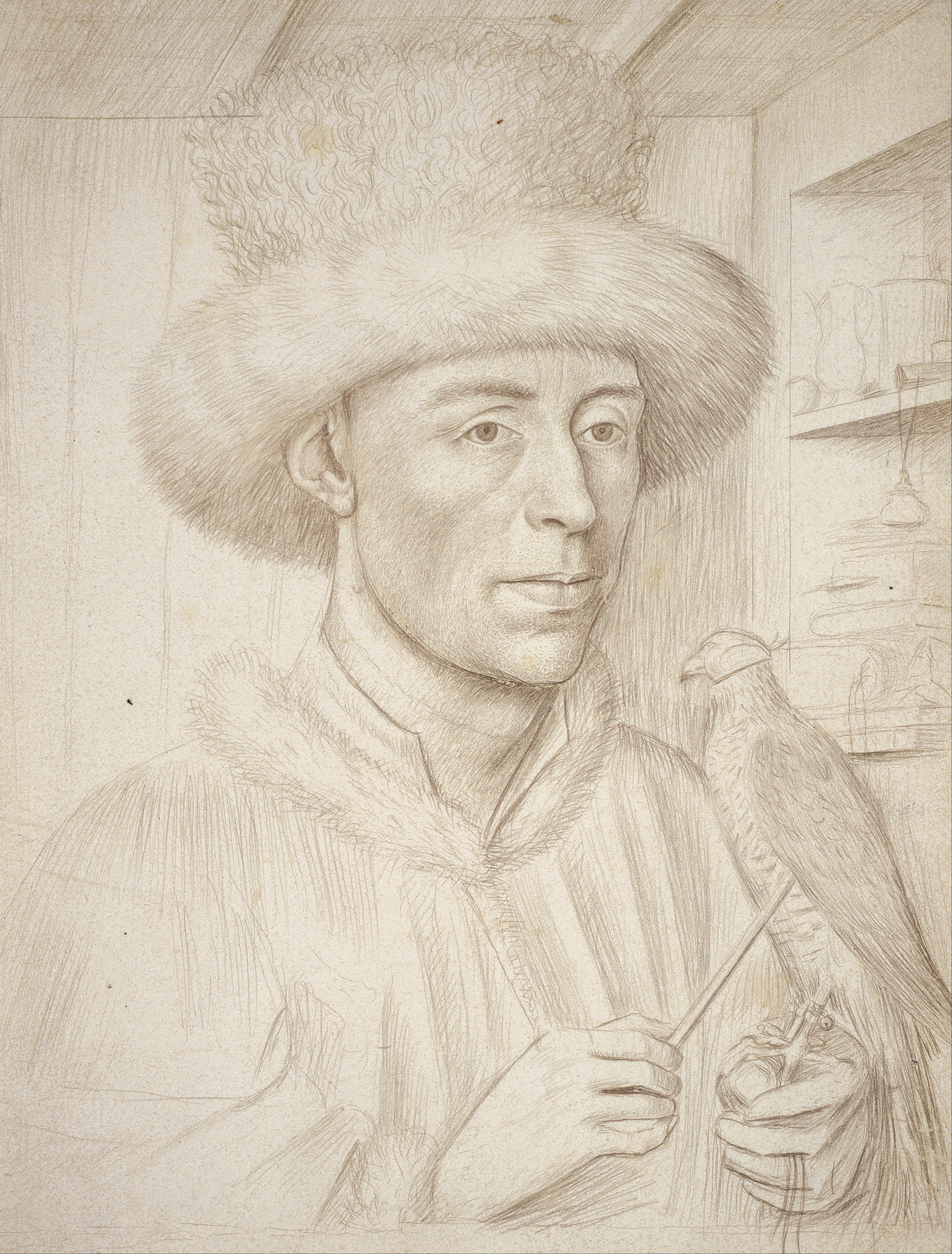
Petrus Christus, Le Fauconnier (vers 1445-1450), Francfort-sur-le-Main, musée Städel.

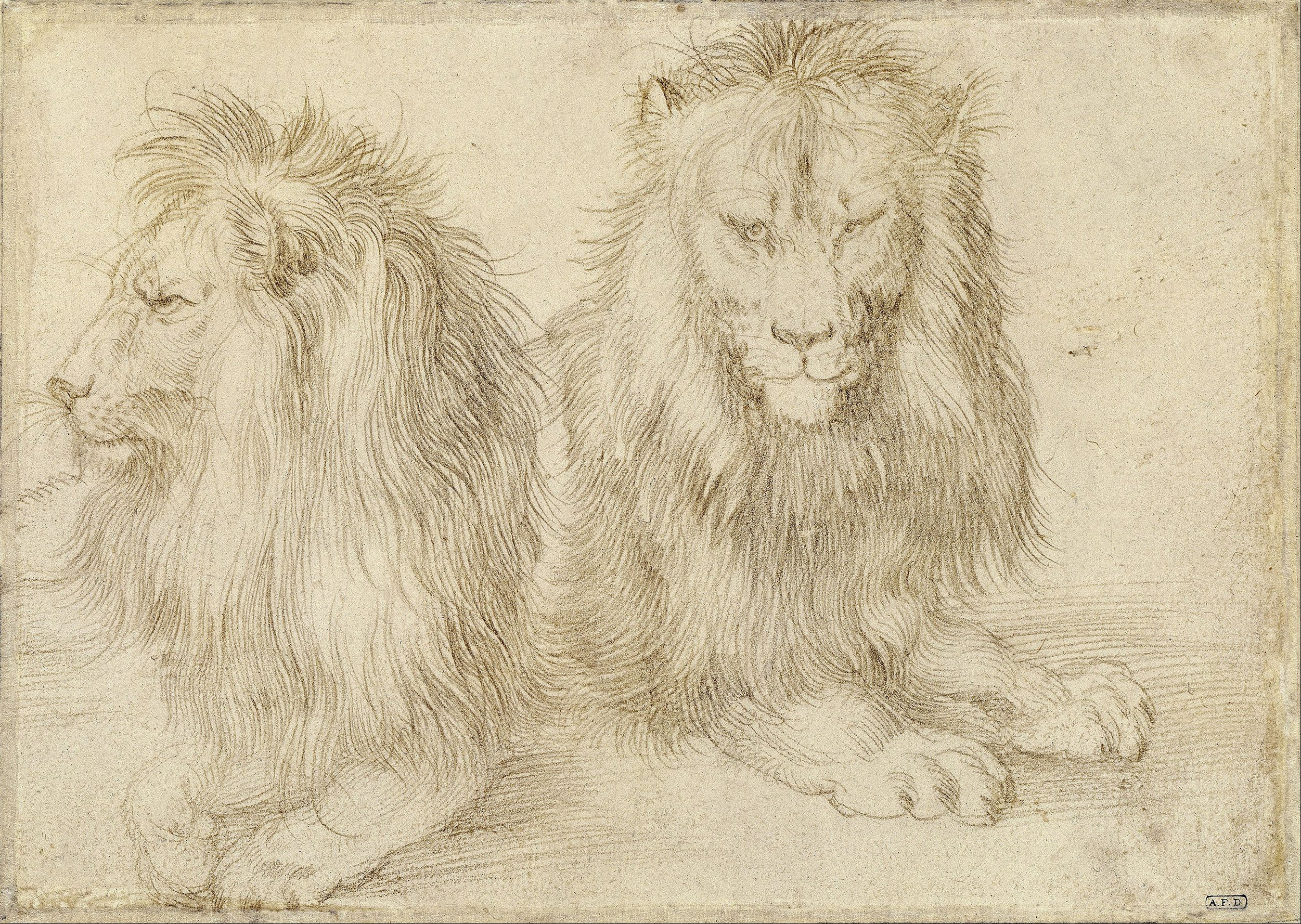
Albrecht Dürer, Deux lions assis (1521), Kupferstichkabinett Berlin.

La pointe d'argent est un outil de dessin, constitué d'une fine tige d'argent pointue, de dimensions variables, fixée sur un manche ou un support de type porte-mine. On l'utilise comme un crayon pour dessiner sur un support obligatoirement préparé, papier ou parchemin enduit d'une substance blanche ou colorée à l'origine à base de poudre d'os, appelée à la Renaissance carta tinta. La carta tinta peut être remplacée par une préparation de type gesso ou de gouache.
Le terme désigne l'outil, la technique associée et l'œuvre ainsi produite.

## Caractéristiques
Le dessin à la pointe d'argent est une technique qui ne permet aucun effaçage du tracé. Le trait obtenu est d'une grande finesse et d'un ton gris qui évolue avec le temps et l'oxydation du métal vers des bruns chauds. Contrairement à certaines idées reçues, dues à la rareté de sa pratique, la pointe d'argent est un outil peu cher : sa fabrication est simple et son usure très minime. Une tige d’argent de quelques centimètres est sertie à l’extrémité d’un manche généralement en bois. Sinon, un morceau de tige d'argent peut être maintenu dans un portemine à mâchoires, de taille adéquate.

## Histoire
Rarement utilisée aujourd'hui, la pointe d'argent servait à tracer le dessin préalable aux enluminures des manuscrits sur parchemin. Elle a été beaucoup pratiquée à la Renaissance. Les premiers centres de production sont Florence et la Flandre. Parmi les grands noms qui ont pratiqué la pointe d'argent, on retrouve Jan van Eyck, Albrecht Dürer, Léonard de Vinci, Raphaël… Cennino Cennini consacre une grande partie de son ouvrage Il Libro dell'arte (« Le Livre de l'art ») à la technique de la pointe d'argent et de plomb, et à la manière de préparer les fonds.
À la fin du XVIe siècle, la mode du dessin change, on fait plus appel à la gestuelle, le trait minutieux cède le pas à une technique plus libre, le perfectionnement des mines et des craies utilisables directement, sans la fastidieuse préparation du support, voient le déclin de la pointe d'argent. Seuls les Hollandais, avec Hendrik Goltzius et Rembrandt (Portrait de Saskia, 1633, Berlin), maintiennent cette technique.
Le retour de la mine d'argent se fait au début du XXe siècle, avec les peintres préraphaélites, Alphonse Legros en Angleterre, Joseph Meder en Autriche et Allemagne, Joseph Stella aux États-Unis. Cette technique est de plus en plus répandue aujourd'hui. Certains artistes utilisent la pointe d'argent conjointement avec d'autres techniques et n'hésitent pas à réaliser des œuvres de grandes dimensions. On peut citer, parmi d'autres, Victor Koulbak, Raffi Kaiser ou Jean-Pierre Velly. Michael Nichols, Tom Mazzullo, Cynthia Lin, Pavel Ouporov, Jeannine Cook et Susan Schwalb sont des artistes contemporains qui se spécialisent dans la technique.

## Miniature
Dans la miniature on appelle pointe d'argent une technique particulière qui ne fait pas appel à l'outil lui-même, mais à la carta tinta.
Le portrait est dessiné sur une feuille de parchemin qui est recouverte des deux côtés d'une préparation blanche soigneusement poncée. L'artiste dessine avec différents crayons noirs et indique les rehauts de blancs avec une lame dite grattoir. Souvent il donne une légère teinte d'aquarelle rouge à certaines parties du visage afin de le rendre plus vivant.